# Рукн ад-дин Фируз-шах
Рукн ад-дин Фируз-шах I (ум. 1236) — султан Дели в 1236 году, сын Илтутмиша и его жены Шах-Туркан. При жизни отца был его наместником в Лахоре.
В 1232 году Илтутмуш, после завоевания крепости Гвалиор, вернулся вернулся в Дели. Так как к этому времени умер его старший сын, наместник Бенгалии — Насир ад-дин Махмуд, то Илтулмуш вызвав визиря и ряд эмиров объявил им что его наследницей будет дочь Раззия. Тадж ал Мулк Махмуд должен был подготовить указ.
Вплоть до смерти султана ряд эмиров пытались его убедить поменять решение. В 1236 году перед своей смертью султан Делийского султаната Илтутмиш передал престол своей дочери Раззии, вопреки притязаниям сыновей, которых он считал неспособными нести бремя управления империей.
Однако знать, не пожелавшая признать женщину своим сувереном, возвела на престол Рукнуд-дина Фируза, старшего из трех оставшихся в живых сыновей Илтутмиша, которого отец привез из Лахора в Дели после Пенджабского похода.
Но Рукн ад-дин Фируз проводил время в пирах и развлечениях, предоставив управление государством своей матери Шах-Туркан.
Она начала борьбу с неугодными ей. Был убит один из сыновей Илтутмиша. Гийас ад-дин Мухаммад, второй сын Илтутмиша, поднял восстание в Ауде. Восстали наместники Бадаюна, Мультана, Ханси и Лахора. Изз ад-дин Туграл Туган-хан, который правил Бенгалией с 1236 года, не признавал власти Дели. В Пенджаб вторгся Малик Сайф ад-дин. Рукн ад-дин во главе войска и эмиров отправился на подавление мятежа.
В Дели остались мать султана Шах-Туркан и сестра Раззия между которыми сильно испортились отношения. По Дели распространились слухи, что Шах-Туркан планирует убить Раззию. Произошло столкновение между их сторонниками, жители Дели поддержали Раззию.
В ноябре 1236 года Раззия была провозглашена правительницей, Рукн ад-дин был схвачен её эмирами, брошен в тюрьму и убит.
Его правление продолжалось 28 дней.